# Trishagion
Trishagion (grekiska ’trefalt helig’) är en liturgisk hymn på grekiska, känd sedan 400-talet. Den användes i bysantinska och gallikanska gudstjänster, och förekommer frekvent i den ortodoxa huvudgudstjänsten.
I västlig kristendom ingår trishagion bland annat i långfredagens improperier i Romersk-katolska kyrkans liturgi. I Svenska kyrkan ingår den både i långfredagsgudstjänsten och som en möjlig variant i kyrkans liturgi för mässa och gudstjänst.

## Bönens form

### Klassiska språk
Inom östlig kristendom ber man Trishagion på grekiska:
Ἅγιος ὁ Θεός, Ἅγιος ἰσχυρός, Ἅγιος ἀθάνατος, ἐλέησον ἡμᾶς.

Hágios ho Theós, Hágios iskhūrós, Hágios āthánatos, eléēson hēmâs.
I västlig kristendom har en översättning till latin använts:
Sanctus Deus, Sanctus Fortis, Sanctus Immortalis, miserere nobis.

### Moderna språk
Översatt till svenska lyder Trishagionbönen:
Helige Gud, helige starke, helige odödlige, förbarma Dig över oss.
I Svenska kyrkans kyrkohandbok har detta utvecklats för att fungera liturgiskt. Trishagion återges där som ett Kristusrop, som besvaras med kyrie. Det används i högmässans eller gudstjänstens samlings- eller inledningsmoment:
Präst/Ledare:
Helige Herre Gud,
helige starke Gud,
helige barmhärtige Frälsare,
Du evige Gud,
Förbarma Dig över oss.
Församlingen:
Herre, förbarma dig över oss.
Kristus, förbarma dig över oss.
Herre, förbarma dig över oss.